# La modella (Chagall)
La modella è un dipinto a olio su tela (62x51,5 cm) realizzato nel 1910 dal pittore Marc Chagall. Fa parte di una collezione privata.
Il dipinto fu realizzato da Chagall poco dopo il suo arrivo a Parigi.
Raffigura una donna mentre dipinge una panoramica di Parigi: si possono riconoscere infatti le sagome delle due torri della Cattedrale di Notre-Dame.